# ستيفن إل. غرين
ستيفن إل. غرين (بالإنجليزية: Stephen L. Green)‏ هو شخصية أعمال أمريكي، ولد في 1938.

## وصلات خارجية
- ستيفن إل. غرين على موقع إن إن دي بي (الإنجليزية)